# 시부카와 하루미

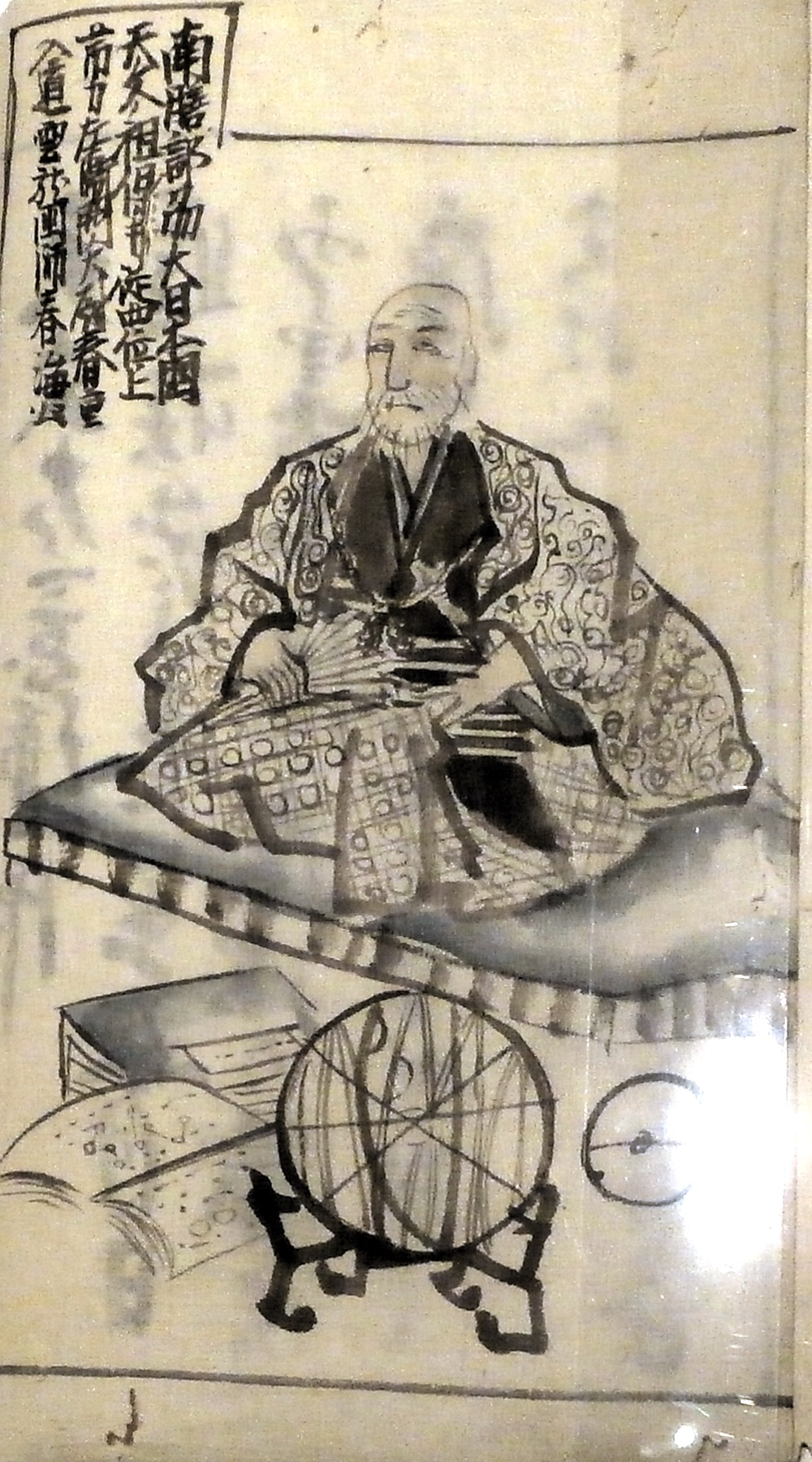
『천문대의록』(1826년)에 실린 시부카와 하루미 초상.

시부카와 하루미(일본어: 渋川 春海: 1639년 12월 27일(간에이 16년 음력 11월 3일)-1715년 11월 1일(쇼토쿠 5년 음력 10월 6일))는 에도 시대의 바둑기사, 천문력학자, 신도가다. 아명은 로쿠세이(六蔵), 휘는 쓰쓰치(都翁). 자는 춘해(春海), 순정(順正). 통칭 쇼사에몬(助左衛門). 호는 신노(新蘆). 영사호는 토수영사(土守霊社). 정향력의 작성자다.